# Nikolai Liliew

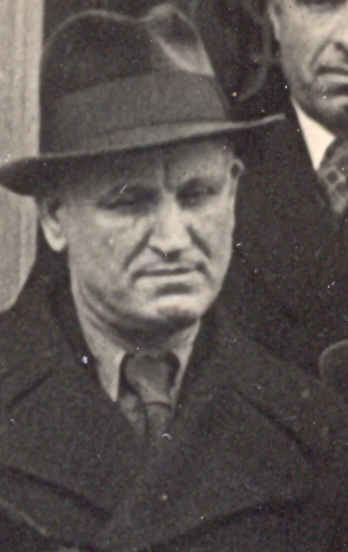
Nikolai Liliew

Nikolai Liliew (bulgarisch Николай Лилиев, geb. Николай Михайлов Попиванов (Nikolai Michajlow Popiwanow); * 26. Mai 1885 in Stara Sagora; † 6. Oktober 1960 in Sofia) war ein bulgarischer symbolistischer Dichter.
Liliew war ursprünglich beamteter Lehrer an Gymnasien und Hochschulen und von 1924 bis 1928 sowie von 1934 bis an das Ende seines Lebens Dramaturg am Nationaltheater in Sofia.
Ab 1935 veröffentlichte er keine weiteren Gedichte mehr. Seine bis dahin erschienenen Texte machten ihn zu einem der wichtigsten bulgarischen Lyriker des Symbolismus. Seine Gedichte wurden als „außerordentlich melodisch und sprachlich meisterhaft gestaltet“ gelobt.
Seine gesammelten Werke erschienen 1964 in drei Bänden in Sofia.